# Path (sikhisme)
Pour les articles homonymes, voir Path.
Le path ou paath vient du sanskrit patha qui signifie: lecture, ou, récitation. Dans le sikhisme ce terme est utilisé pour désigner les lectures du Guru Granth Sahib; les lectures quotidiennes faites pendant les offices mais aussi la lecture entière sans discontinue du livre saint, le Guru Granth Sahib, le terme Akhand Path est alors utilisé. Lire tous les jours le Guru Granth Sahib est une obligation religieuse pour le croyant qui veut faire vivre la flamme de sa foi; cette pratique s'inscrit dans le Nitnem, et seules des banis, des prières courantes peuvent alors être lues à partir d'un gutka, une sorte de missel. Au temple, le gurdwara, un pathi, est le lecteur officiel. Le saptahik path et le sadharan ou sahij path sont deux autres formes de lecture, respectivement: le Guru Granth Sahib lu en une semaine, et lu en morceaux sans limitation de temps. L'Akhand Path est demandé par des familles lors des étapes importantes de leurs vies comme des enterrements des mariages.